# Daniel Stamm
Pour les articles homonymes, voir Stamm.
Daniel Stamm, né le 20 avril 1976 à Hambourg (Allemagne), est un cinéaste et scénariste allemand.
Il est surtout connu pour avoir réalisé les films d'horreur Le Dernier Exorcisme (The Last Exorcism, 2010), 13 Sins (2014) et La Proie du diable (Prey for the Devil, 2022).

## Biographie
Daniel Stamm grandit à Hambourg-Langenhorn où il fréquente le lycée Heidberg. Il étudi ensuite l'écriture de scénarios pendant quatre ans à l'Académie du cinéma du Bade-Wurtemberg à Louisbourg (Ludwigsburg) avant d'étudier la réalisation pendant deux ans et demi à l'American Film Institute (AFI) de Los Angeles. Après avoir terminé ses études, il réalise le pseudo-documentaire A Necessary Death, pour lequel il remporte le prix du public à l'AFI Fest 2008. Daniel Stamm est alors sollicité pour réaliser un film d'horreur de type documentaire. Stamm accepte et tourne Le Dernier Exorcisme. Le film, produit entre autres par Eli Roth, est présenté en première en juin 2010 au Festival du film de Los Angeles et sort dans les salles allemandes le 30 septembre 2010.
En juin 2010, il devait réaliser Reincarnate (anciennement Twelve Strangers), qui était annoncé comme étant le deuxième volet de la trilogie The Night Chronicles, le premier film étant Devil.

## Filmographie

### Film
| Année | Titre                | Réalisateur | Scénariste | Remarques            |
| ----- | -------------------- | ----------- | ---------- | -------------------- |
| 2000  | Vergessene Ritter    | Non         | Oui        | Court métrage        |
| 2004  | Off Hollywood & Vine | Oui         | Non        | Court métrage        |
| 2008  | A Necessary Death    | Oui         | Oui        | Début de réalisation |
| 2010  | Le Dernier Exorcisme | Oui         | Non        |                      |
| 2014  | 13 Sins              | Oui         | Oui        |                      |
| 2022  | La Proie du diable   | Oui         | Non        |                      |

### Télévision

#### Comme réalisateur
- 2014 : Intruders  (4 épisodes)
- 2016 : Scream  (épisode : "Happy Birthday to Me")
- 2016 : Incorporated  (épisode : "Profit and Loss")
- 2017 : Fear the Walking Dead  (épisode : "Burning in Water, Drowning in Flame")
- 2019 : Into the Dark  (épisode : "Down")
- 2021 : Eux  (épisode : "Day 4")

## Récompenses et distinctions
- AFI Fest 2008 : prix du public du meilleur long métrage pour A Necessary Death

- (en) Daniel Stamm: Awards, sur l'Internet Movie Database